# Piroska Szamoránsky
Piroska Szamoránsky (n. 9 iulie 1986, în Győr) este o handbalistă maghiară care joacă pentru clubul FTC-Rail Cargo Hungaria și echipa națională a Ungariei pe postul de pivot.

## Carieră

### Club
În copilărie, Szamoránsky a practicat aerobicul, dansul de jazz și săritura cu coarda. A devenit atrasă de handbal în 1995, urmărind câteva meciuri la televizor, lucru care a determinat-o să-și dorească o carieră de handbalistă profesionistă.
Ea a început să joace în sala Balázs Béla ÁMK, cu antrenorul Zoltán Basák, iar când și-a început studiile liceale semnase deja un contract cu Győri ETO KC. Szamoránsky s-a făcut repede remarcată, câștigând campionatul național al Ungariei la nivel de junioare și tineret, iar ulterior și la nivel de senioare. Totuși, în 2005, când strategia celor de la Győr a început să favorizeze jucătoarele mai mature și mai experimentate în dauna celor tinere, Szamoránsky a hotărât să părăsească echipa.
Éva Szarka, antrenorul lui Ferencvárosi TC, a profitat imediat de situație, iar fostul pivot al Győr a devenit parte integrantă a formației care a câștigat titlul național în 2007. După doar un sezon competițional petrecut în Muntenegru, la ŽRK Budućnost, ea s-a întors la clubul din Budapesta în iunie 2010.

### Internațional
Szamoránsky a debutat la echipa națională pe 4 aprilie 2006, împotriva Norvegiei. În același an ea a participat la Campionatul European, unde a terminat pe locul cinci. Szamoránsky a reprezentat Ungaria la încă două Campionate Europene (2008, 2010) și la un Campionat Mondial (2007). Ea a fost și componentă a echipei ungare care a terminat pe locul patru la Jocurile Olimpice din 2008.

## Viața personală
Piroska are o soră geamănă, Anikó, handbalistă profesionistă și ea, care evoluează tot pe postul de pivot.

## Palmares
- Nemzeti Bajnokság I:
  -  Câștigătoare: 2005, 2007
  -  Medalie de argint: 2004, 2006, 2009, 2012, 2013, 2014
  -  Medalie de bronz: 2008, 2011

- Magyar Kupa:
  - Medalie de argint: 2007

- Campionatul Muntenegrului:
  -  Câștigătoare: 2010

- Cupa Muntenegrului:
  -  Câștigătoare: 2010

- Cupa EHF:
  -  Câștigătoare: 2006

- Cupa Cupelor EHF:
  -  Câștigătoare: 2010, 2011, 2012
  - Semifinalistă: 2007

- Trofeul Campionilor EHF:
  - Locul 4: 2006

- Campionatul European:
  -  Medalie de bronz: 2012

## Premii individuale
- Pivotul echipei ideale la Baia Mare Champions Trophy: 2014[4]